# Astragalus chiukiangensis
Astragalus chiukiangensis är en ärtväxtart som beskrevs av Hse Tao Tsai och Ta Fuh Yu. Astragalus chiukiangensis ingår i släktet vedlar, och familjen ärtväxter. Inga underarter finns listade i Catalogue of Life.